# Trumansburg (New York)
Trumansburg est un village du comté de Tompkins, dans l'État de New York, aux États-Unis,. En 2010, il compte une population de 1 797 habitants.

## Démographie
Lors du recensement de 2010, le village comptait une population de 1 797 habitants, tandis qu'en 2019, elle est estimée à 1 717 habitants.

## Personnalités liées à Trumansburg
- Ruth Stiles Gannett (12 août 1923 - 11 juin 2024), écrivaine qui y a vécu.